# Sumiyoshi Kawamura
Conde Kawamura Sumiyoshi (川村純義 Kawamura Sumiyoshi?), (18 de diciembre de 1836 - 12 de agosto de 1904) fue un almirante en la Naval Imperial Japonesa.  La esposa de Kawamura, Haru, era tía de Saigō Takamori.

## Biografía
Nació en la provincia de Satsuma. Kawamura estudió navegación en la escuela naval Tokugawa bakufu en Nagasaki. En 1868 se unió a sus compañeros de clan de Satsuma y peleó del lado imperial en la Guerra Boshin de la Restauración Meiji como general de la armada. Fue especialmente importante por su papel en la Batalla de Aizu.
Bajo en nuevo gobierno Meiji, se convirtió en oficial de la naciente Naval Imperial Japonesa y subió de posiciones constantemente dentro de sus filas. Se convirtió en el primer director de la academia Naval del Imperio Japonés en 1870 así como “taifu” (viceministro sénior) de la Naval en 1872. Estuvo a cargo de las fuerzas de la Naval Japonesa durante la expedición a Taiwán de 1874.
Durante la Rebelión Satsuma, fue colocado al mando de todas las tropas imperiales en septiembre de 1877 en la batalla final de Shiroyama, cerca de Kumamoto, donde Saigō Takamori fue asesinado (o cometió “seppuku”).
En 1878, Kawamura se convirtió en “sangi” (consejero) y segundo Ministro Naval. Permaneció en ese puesto hasta 1885, excepto cuando era temporalmente reemplazado por Enomoto Takeaki y durante ese tiempo expandió la influencia de la gente de Satsuma en la naval.
En 1884, fue nombrado con el título de “hakushaku” (conde) bajo el sistema de nobleza japonés “kazoku”. Más tarde fungió como consejero de la Corte y más tarde particiopando en el Consejo Privado. En 1909 se le dio la responsabilidad de educar al recién nacido Príncipe Hirohito (el futuro Emperador Hirohito) así como su hermano menor, el príncipe Chichibu.
En 1904, Kawamura fue reconocido post mortem con el rango de Almirante, sentando el precedente para dicho tipo de honores.

### Libros
- Cobbing, Andrew (1989). The Japanese Discovery of Victorian Britain. RoutledgeCurzon. ISBN 1-873410-81-6.
- Cobbing, Andrew (2000). The Satsuma Students in Britain. RoutledgeCurzon. ISBN 1-873410-97-2.
- Keane, Donald (2005). Emperor Of Japan: Meiji And His World, 1852-1912. Columbia University Press. ISBN 0-231-12341-8.
- Ravina, Mark (2003). The Last Samurai: The Life and Battles of Saigo Takamori. Whiley. ISBN 0-471-08970-2.